# Vicenta Salmón
Vicenta A. Salmón Smith (22 gennaio 1954) è un'ex cestista cubana.

## Carriera
Con Cuba ha disputato i Giochi olimpici di Mosca 1980.